# Ousmane Issoufi Maïga
Ousmane Issoufi Maïga (1945) è un politico maliano.

## Biografia
È stato Primo ministro del Mali dall'aprile 2004 al settembre 2007.
Inoltre ha ricoperto diversi incarichi ministeriali: è stato infatti Ministro della gioventù e dello sport (2001-2002), Ministro dell'economia e della finanza (2002) e Ministro delle infrastrutture e dei trasporti (2002-2004).